# Fresnoy-la-Rivière
Fresnoy-la-Rivière är en kommun i departementet Oise i regionen Hauts-de-France i norra Frankrike. Kommunen ligger i kantonen Crépy-en-Valois som tillhör arrondissementet Senlis. År 2022 hade Fresnoy-la-Rivière 681 invånare.

## Befolkningsutveckling
Antalet invånare i kommunen Fresnoy-la-Rivière
| Referens: INSEE |